# Katie Murray (curling)
Katie Murray (16 de enero de 1997) es una deportista británica que compite por Escocia en curling. Ganó una medalla de bronce en el Campeonato Mundial de Curling Mixto de 2016.

## Palmarés internacional
| Representando a Escocia  |               |                   |        |
| Campeonato Mundial Mixto |               |                   |        |
| Año                      | Lugar         | Medalla           | Prueba |
| 2016                     | Kazán (Rusia) | Medalla de bronce | Mixto  |